# Ribadoquín

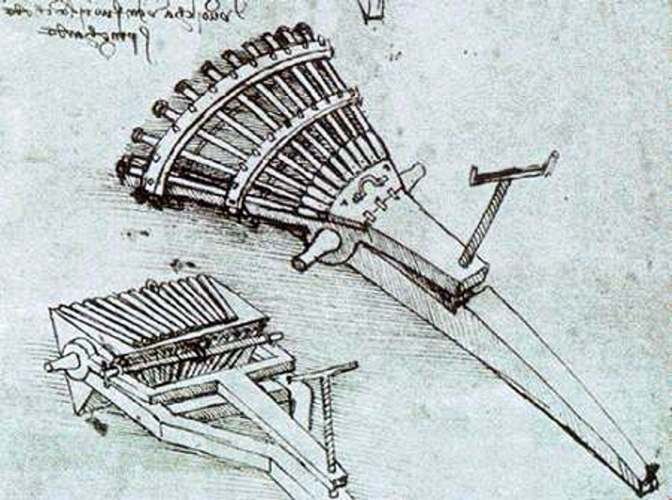
Dibujo de un ribadoquín diseñado por Leonardo Da Vinci.

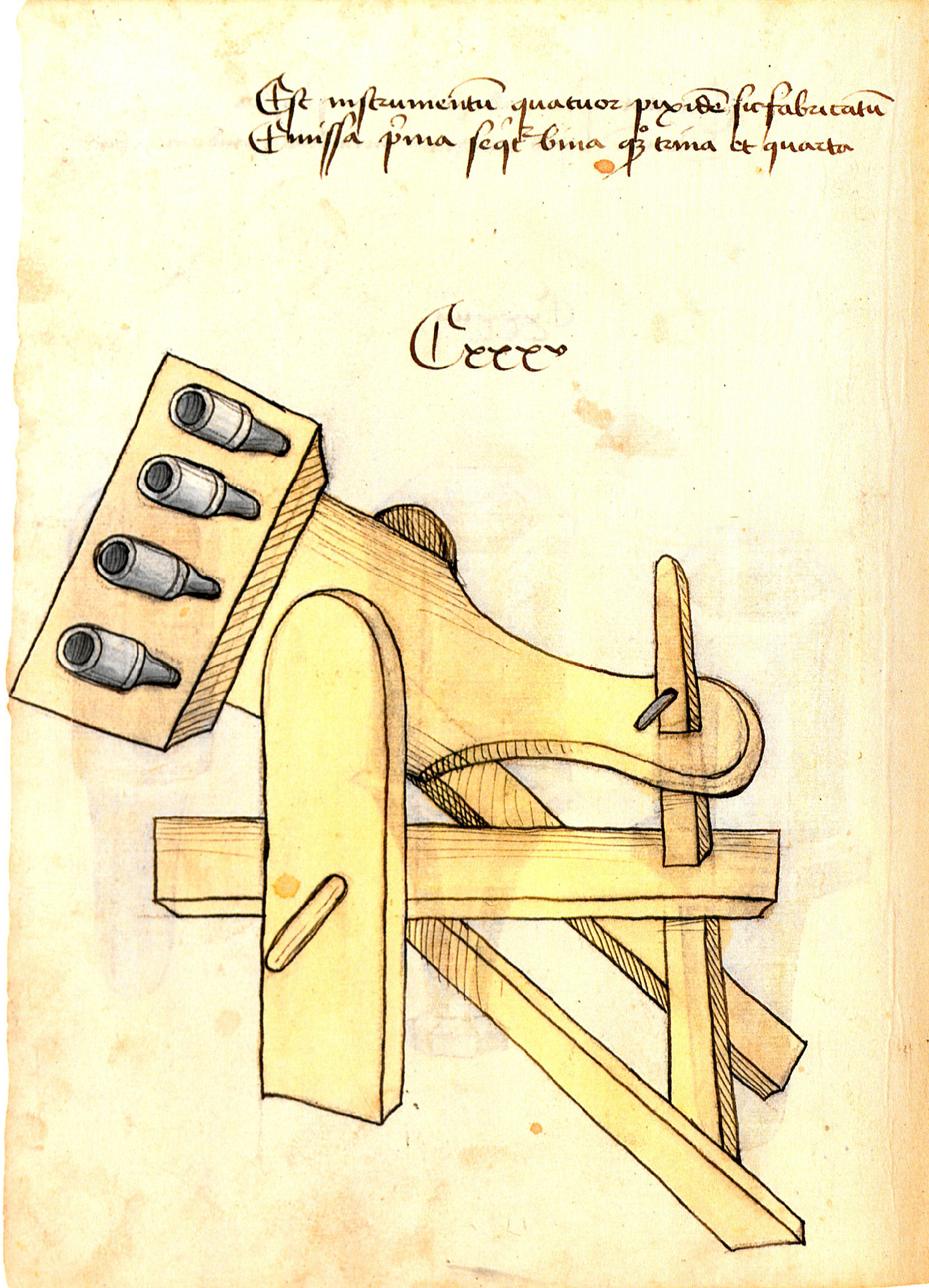
Ilustración de un cañón de órgano en el tratado militar Bellifortis (hacia 1405).

El ribadoquín, también conocido como rabauld, ribault, ribaudkin, máquina infernal o cañón de órgano, era un cañón de salva de fines de la Edad Media compuesto por varios cañones de hierro de pequeño calibre montados en paralelo sobre una plataforma. Cuando disparaba una salva, creaba una nube de proyectiles de hierro. Fueron específicamente empleados a inicios del siglo XV y continuaron en servicio principalmente como un cañón antipersona. El nombre cañón de órgano proviene de sus múltiples cañones, que lo hacía parecerse a un órgano. Como un primigenio tipo de arma de fuego de cañón múltiple, el ribadoquín es a veces considerado como el predecesor de la metrallera del siglo XIX.

## Historia
El primer ribadoquín conocido fue empleado por el ejército de Eduardo III en Francia en 1339, durante la Guerra de los Cien Años.[cita requerida] Los ribadoquines de Eduardo III tenían doce cañones, los cuales disparaban salvas de doce balas. También fueron empleados en la Guerra de las Dos Rosas. Durante la Segunda Batalla de San Albano, los soldados borgoñones al mando de los yorkistas emplearon esta arma contra el ejército lancasteriano al mando de la Reina Margarita de Anjou.
En Europa oriental, una versión más pesada del cañón de órgano fue empleada por Esteban III de Moldavia en una fecha tan tardía como 1475, siendo atestiguado por el cronista polaco Marcin Bielski. Los ribadoquines continuaron siendo empleados en esta región hasta el siglo XVII.
Juan de Lezcano montó ribadoquines en sus barcos en la Jornada de Mazalquivir de 1505. Ribadoquines de nueve cañones fueron también empleados por el Ducado de Milán y otros participantes en las Guerras italianas. Entre ellos, Pedro Navarro empleó carros con ribadoquines contra los franceses en la batalla de Rávena, el 11 de abril de 1512.